# ترنتینو بوی
ترنتینو بوی (انگلیسی: Trentino Bui; ۳۰ مهٔ ۱۹۱۵ – ۱۴ اکتبر ۱۹۵۷) بازیکن فوتبال اهل ایتالیا بود.
از باشگاه‌هایی که در آن بازی کرده‌است می‌توان به باشگاه فوتبال آ.اس. رم، باشگاه فوتبال فیورنتینا، و باشگاه فوتبال آتالانتا اشاره کرد.